# Patera de Mehseti
Mehseti Patera
Pour les articles homonymes, voir Mehseti.
La patera de Mehseti (désignation internationale : Mehseti Patera) est une patera située sur Vénus dans le quadrangle de Guinevere Planitia. Elle a été nommée en référence à Mehseti Ganjevi, poétesse azérie/perse (env. 1050—env. 1100).